# سیارک ۱۰۶۵۲
سیارک ۱۰۶۵۲ (به انگلیسی: 10652 Blaeu، نامگذاری:4599P-L) ده هزار و ششصد و پنجاه و دومین سیارک کشف شده‌است که در ۲۴ سپتامبر ۱۹۶۰ کشف شد.